# Peri Spiele
Peri Spiele war ein in Scharnstein ansässiger österreichischer Spielehersteller.

## Geschichte
Das Unternehmen wurde 1959 von Erich Perner gegründet. Später wurde sein Sohn Wolfgang Perner Geschäftsführer. 1984 wurde eine Niederlassung in der Schweiz in Goldach als PPG Perner Publishing Group eingerichtet. 1995 waren bei Peri insgesamt 73 Personen beschäftigt. Im Februar 1996 musste die Peri GmbH Insolvenz anmelden, und Wolfgang Perner gründete im selben Jahr die Perner Produktions GmbH und konnte so die Marke Peri Spiele weiterführen. 2004 ging die 28 Personen beschäftigende Perner Produktions GmbH endgültig in Konkurs.

## Spiele
Einige Spiele waren auf der Auswahlliste zum Spiel des Jahres:
- 1991: Invers von Kris Burm
- 1993: Zatre von Manfred Schüling
- 1993: Pusher von Werner Falkhof

Zwei Spiele erhielten die französische Auszeichnung Super As d’Or:
- 1994: Pusher von Werner Falkhof
- 1998: Zatre von Manfred Schüling

Sonstige Spiele:
- Kennen sie Traxenbichl? (ein Ortsratespiel, Name zum Ort bei Scharnstein)[5]
- DKT – Das kaufmännische Talent
- Triomino
- Rummy (Rummikub)